# Dijkzigt (stacja metra)
Dijkzigt – stacja metra w Rotterdamie, położona na linii A (zielonej), B (żółtej) i C (czerwonej). Została otwarta 10 maja 1982. Stacja znajduje się na terenie obszaru Dijkzigt, w pobliżu szpitala klinicznego Erasmus MC.